# Live at Maybeck Recital Hall, Volume Nine
Live at Maybeck Recital Hall, Volume Nine — концертный альбом британо-американской джазовой пианистки Мэриэн Макпартлэнд, записанный 20 января 1991 года в концертом зале Maybeck Recital Hall в Беркли, Калифорния. Альбом был выпущен в том же году на лейбле Concord Jazz.

## Отзывы критиков
| Оценки критиков                            | Оценки критиков |
| Источник                                   | Оценка          |
| ------------------------------------------ | --------------- |
| AllMusic                                   | [ 2 ]           |
| The Encyclopedia of Popular Music          | [ 3 ]           |
| MusicHound Jazz: The Essential Album Guide | [ 4 ]           |
| The Penguin Guide to Jazz                  | [ 5 ]           |
| The Rolling Stone Jazz & Blues Album Guide | [ 6 ]           |

Альбом получил положительный отзыв от Кена Драйдена из AllMusic, он заявил, что это выступление не только входит в число лучших сольных концертов в Maybeck Recital Hall, но и должно считаться одним из лучших сольных концертов, когда-либо выпущенных. Эндрю Гилберт из MusicHound Jazz: The Essential Album Guide отметил, что в центре внимания альбома — потрясающие навыки импровизации и прекрасное исполнение Макпартлэнд.

## Список композиций
1. «This Time the Dream’s on Me» (Гарольд Арлен, Джонни Мерсер) — 4:03
2. «A Fine Romance» (Дороти Филдс, Джером Керн) — 3:12
3. «Willow Weep for Me» (Энн Ронелл) — 5:42
4. «Twilight World» (Мэриан Макпартленд) — 4:22
5. «Clothed Woman» (Дюк Эллингтон) — 3:32
6. «Prelude to a Kiss» (Дюк Эллингтон, Ирвинг Гордон, Ирвинг Миллс) — 5:20
7. «The Duke» (Дейв Брубек) — 4:26
8. «Theme from Piano Jazz» (Мэриан Макпартленд) — 2:31
9. «Love You Madly» (Дюк Эллингтон) — 4:34
10. «Easy Living» (Ральф Рейнджер, Лео Робин) — 4:06
11. «Things Ain’t What They Used to Be» (Мерсер Эллингтон) — 3:24
12. «I Should Care» (Сэмми Кан, Аксель Стордаль, Пол Уэстон) — 3:49
13. «My Funny Valentine» (Лоренц Харт, Ричард Роджерс) — 5:23
14. «Turnaround» (Орнетт Коулман) — 4:13
15. «It’s You or No One» (Сэмми Кан, Джул Стайн) — 4:13
16. «I’ll Be Around» (Алек Уайлдер) — 4:02

## Участники записи
- Мэриэн Макпартлэнд — фортепиано
- Рон Дэвис — звукорежиссёр, сведение
- Бад Спенглер — звукорежиссёр, координация
- Джордж Хорн — мастеринг
- Карл Джефферсон — продюсер
- Ник Филлипс — ассистент продюсера
- Джон Берк — менеджер по производству

Все данные взяты из примечаний к альбому.